# Gilbertsville (Kentucky)
Gilbertsville es un lugar designado por el censo ubicado en el condado de Marshall en el estado estadounidense de Kentucky. En el Censo de 2010 tenía una población de 458 habitantes y una densidad poblacional de 169,87 personas por km².

## Geografía
Gilbertsville se encuentra ubicado en las coordenadas 37°1′29″N 88°18′39″O / 37.02472, -88.31083. Según la Oficina del Censo de los Estados Unidos, Gilbertsville tiene una superficie total de 2.7 km², de la cual 2.62 km² corresponden a tierra firme y (2.69%) 0.07 km² es agua.

## Demografía
Según el censo de 2010, había 458 personas residiendo en Gilbertsville. La densidad de población era de 169,87 hab./km². De los 458 habitantes, Gilbertsville estaba compuesto por el 95.2% blancos, el 0.22% eran afroamericanos, el 1.53% eran amerindios, el 0.22% eran asiáticos, el 0% eran isleños del Pacífico, el 0.22% eran de otras razas y el 2.62% pertenecían a dos o más razas. Del total de la población el 1.31% eran hispanos o latinos de cualquier raza.